# (33327) 1998 RV4
1998 RV4 (asteroide 33327) é um asteroide da cintura principal. Possui uma excentricidade de 0.08695810 e uma inclinação de 23.45512º.
Este asteroide foi descoberto no dia 14 de setembro de 1998 por LINEAR em Socorro.